# Trousdale County
Trousdale County ist ein County im Bundesstaat Tennessee der Vereinigten Staaten. Das U.S. Census Bureau hat bei der Volkszählung 2020 eine Einwohnerzahl von 11.615 ermittelt. Der Verwaltungssitz (County Seat) ist Hartsville, das mit dem County eine Verwaltungseinheit bildet.

## Geographie
Das County liegt im Norden von Tennessee, ist etwa 40 km von Kentucky entfernt und hat eine Fläche von 302 Quadratkilometern, wovon 6 Quadratkilometer Wasserfläche sind. Es grenzt im Uhrzeigersinn an folgende Countys: Macon County, Smith County, Wilson County und Sumner County.

## Geschichte
Trousdale County wurde am 5. September 1870 aus Teilen des Macon-, Smith-, Sumner- und Wilson County gebildet. Benannt wurde es nach William Trousdale, einem Brigadegeneral im Mexikanisch-Amerikanischen Krieg (1846–1848) und späteren Gouverneur von Tennessee.

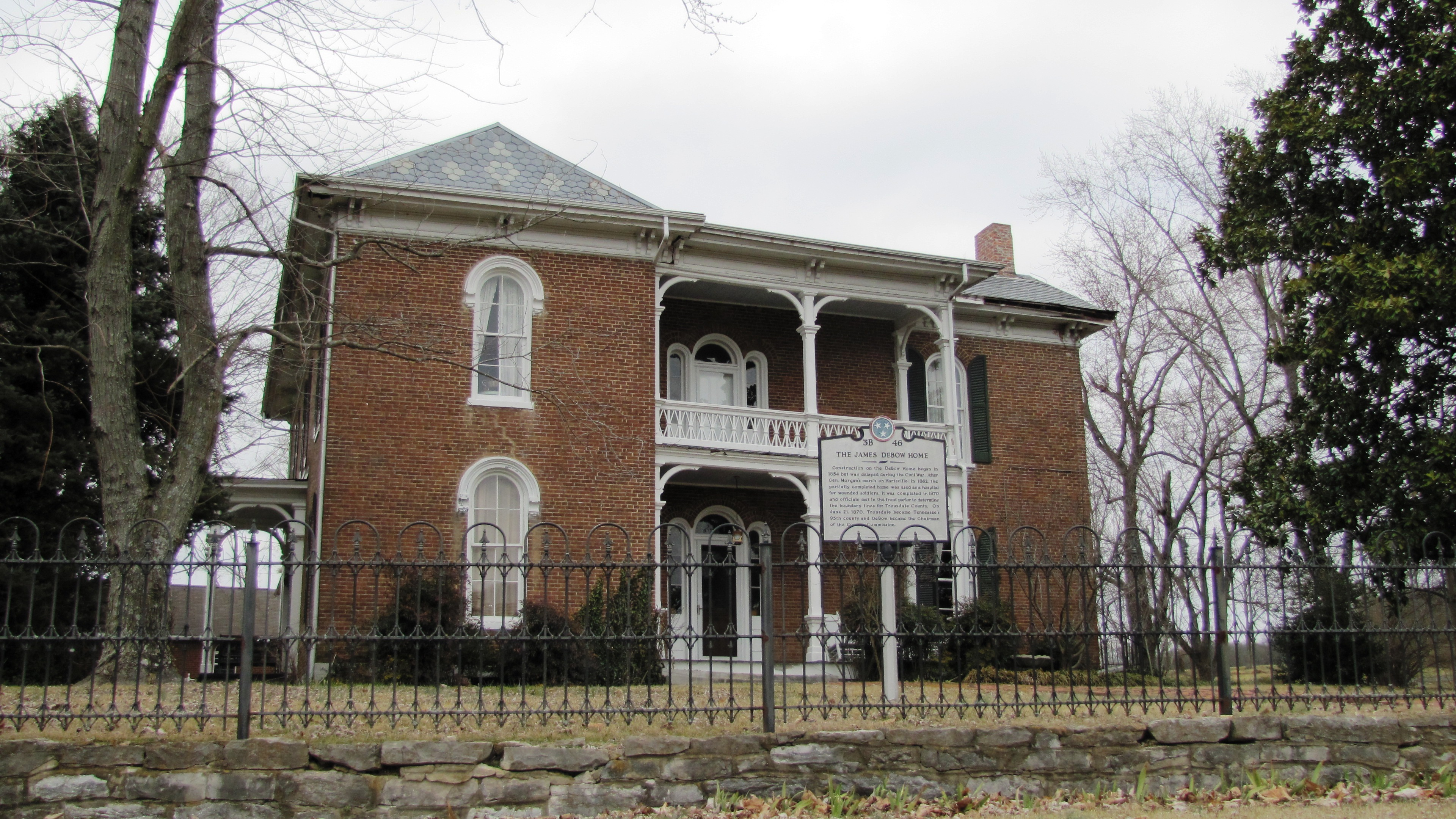
Das James R. DeBow House ist einer von sechs Einträgen des Countys im NRHP.

Sechs Bauwerke und Stätten des Countys sind im National Register of Historic Places (NRHP) eingetragen (Stand 11. September 2018).

## Demografische Daten

Alterspyramide Trousdale County

Nach der Volkszählung im Jahr 2000 lebten im Trousdale County 7.259 Menschen in 2.780 Haushalten und 2.034 Familien. Die Bevölkerungsdichte betrug 25 Einwohner pro Quadratkilometer. Ethnisch betrachtet setzte sich die Bevölkerung zusammen aus 86,57 Prozent Weißen, 11,35 Prozent Afroamerikanern, 0,23 Prozent amerikanischen Ureinwohnern, 0,11 Prozent Asiaten, 0,03 Prozent Bewohnern aus dem pazifischen Inselraum und 0,99 Prozent aus anderen ethnischen Gruppen; 0,72 Prozent stammten von zwei oder mehr Ethnien ab. 1,52 Prozent der Bevölkerung waren spanischer oder lateinamerikanischer Abstammung.
Von den 2.780 Haushalten hatten 31,9 Prozent Kinder und Jugendliche unter 18 Jahre, die bei ihnen lebten. 58,3 Prozent waren verheiratete, zusammenlebende Paare, 11,3 Prozent waren allein erziehende Mütter und 26,8 Prozent waren keine Familien. 23,0 Prozent waren Singlehaushalte und in 10,3 Prozent lebten Personen im Alter von 65 Jahren oder darüber. Die Durchschnittshaushaltsgröße betrug 2,55 und die durchschnittliche Haushaltsgröße betrug 2,99 Personen.
24,2 Prozent der Bevölkerung waren unter 18 Jahre alt, 8,5 Prozent zwischen 18 und 24, 28,1 Prozent zwischen 25 und 44, 24,9 Prozent zwischen 45 und 64 und 14,3 Prozent waren älter als 65. Das Durchschnittsalter betrug 38 Jahre. Auf 100 weibliche Personen kamen statistisch 96,9 männliche Personen und auf 100 Frauen im Alter von 18 Jahren und darüber kamen 92,4 Männer.
Das jährliche Durchschnittseinkommen eines Haushalts betrug 32.212 USD, das Durchschnittseinkommen der Familien betrug 37.401 USD. Männer hatten ein Durchschnittseinkommen von 27.466 USD, Frauen 21.207 USD. Das Prokopfeinkommen betrug 15.838 USD. 9,7 Prozent der Familien und 13,4 Prozent der Einwohner lebten unterhalb der Armutsgrenze.